# Novooleksandrivka, Baștanka
Novooleksandrivka (în ucraineană Новоолександрівка) este o comună în raionul Baștanka, regiunea Mîkolaiiv, Ucraina, formată numai din satul de reședință.

## Demografie
Componența lingvistică a comunei Novooleksandrivka
     Ucraineană (91,99%)
     Rusă (6,24%)
     Română (1,35%)
     Alte limbi (0,1%)
Conform recensământului din 2001, majoritatea populației comunei Novooleksandrivka era vorbitoare de ucraineană (91,99%), existând în minoritate și vorbitori de rusă (6,24%) și română (1,35%).